# Charencey (Orne)
Charencey é uma comuna francesa na região administrativa da Normandia, no departamento de Orne. Estende-se por uma área de 45.56 km². Em 2010 a comuna tinha 816 habitantes (densidade: 17,9 hab./km²).
Foi criada em 1 de janeiro de 2018, a partir da fusão das antigas comunas de Saint-Maurice-lès-Charencey (sede da comuna), Moussonvilliers e Normandel.